# 메틴 (비디오 게임)
메틴(Metin)은 이미르 엔터테인먼트(Ymir Entertainment)에서 제작한 중세 판타지풍의 2D MMORPG 게임이다. 2000년 2월부터 정식 서비스를 시작하여 현재 서비스 지역은 한국이다.

## 시스템 요구사항
|              | 최소 사양        | 권장 사양        |
| ------------ | ---------------- | ---------------- |
| CPU          | 200 MHz이상      | 400 MHz이상      |
| 주 메모리    | 32M 이상         | 128M 이상        |
| DirectX 버전 | DirectX 8.1 이상 | DirectX 8.1 이상 |

## 게임배경 및 스토리
창세기력 8만3200년 2월8일, 마지막 악의 원석인 ‘암흑의 원석’이 ‘키티 메틴’에 의해 대륙의 북쪽에 설치되어 여덟개의 악의 원석의 위치가 마치 팔각형의 형태를 띠게 되었다.
그와 함께 악마 ‘메그라’에 의해 그 진정한 힘이 드러나며 팔각형 내의 생명체중 지능이 낮은 생명체-몬스터-들은 이성을 잃고 악의 원석이 뜻한바대로만 행동하기 시작했다.
이루 말할 수 없는 악행과 집단으로 모여 전쟁까지 일으키며 대륙을 피로 물들여갔다. 다른 생명체들도 자신의 정신을 지배당할까 두러워 나이판대륙을 떠나기 시작했고, 대륙은 점점 황폐해져갔다.
이 모든 일들을 뒤늦게나마 알아챈 나기라신-나이판 대륙을 관장하는 신-은 악마 메그라를 소멸하려 했지만 성공하지 못하고 봉인하는데 그친다.
자신의 힘을 소진한 나기라신은 얼마남지 않은 힘으로 지능이 비교적 높은 센트, 엘프, 드워프들만큼은 악의 원석으로부터 영향을 받지 않도록 하기 위해 ‘지사’라 불리는 신의 사자들을 보내 세종족을 지키도록 한 후 깊은 잠에 빠져든다.
약 이천여 년이 지났고 여덟개의 악의 원석인 메틴은 점점 세력이 커지고 있었다. 강력해지는 몬스터들에 비해 소수인 지사들은 점점 대륙을 지키기 힘겨워졌다. 그리하여 이들은 자신들이 보호하고 있던 센트, 엘프, 드워프들에게 
수련을 시켜 메틴의 세력에 대항하기 시작했다.
그로부터 지금까지, 지사들의 노력에 의해 센트, 엘프, 드워프들의 능력과 힘은 점점 메틴의 세력에 대항할 수 있을만큼 크게 성장했다. 센트, 엘프, 드워프들은 힘을 합쳐 몬스터와 메틴, 그리고 모든 일의 원흉인 악마 ‘메그라’의 소멸을 위해
 영웅을 기다리며 분투하고 있다.

## 게임 캐릭터 설명
메틴의 캐릭터는 인간과 가장 유사한 센트족, 높은 지능과 문화를 자랑하는 엘프족, 도구를 다루는 일에는 타의 추종을 불허하는 드워프종족이며, 센트남자와 센트여자, 엘프여자, 드워프남자와 드워프여자로 이루어져 있다. 
각각의 캐릭터에게는 그 캐릭터만이 착용할 수 있는 무기가 있다.

### 센트
센트는 인간과 비슷한 특성과 외모를 가진 종족이다. 타 종족에 비해 진화와 문명의 성립이 늦었기 때문에 아직도 그들의 사회는 발전할 가능성이 높다.
그 반면에 가족 단위의 상호의존도가 낮기 때문에 15세만 되면 독립해 스스로 생활을 이끌어 나가야 하는 경우가 많다. 이러한 그들의 습성은 결과적으로 급변하는 기후와 환경에 수비게 적응할 수 있는
능력을 부여해 주었고 또한 치열한 생존경쟁을 겪으며 탁월한 경제력과 정치력을 확보하게 되었다고 볼 수 있다. 장검(디어롱소드)는 센트남자만이 착용할 수 있으며 단검은 센트여자만이 사용할 수 있다.
마을들 중 나기라마을이 그들의 마을이며 처음 게임접속시 나기라마을의 광장에서 시작한다(현재는 그렇지 않다).

### 엘프
엘프는 숲의 종족이라고 불리며 다른 종족들의 경외의 대상이 되어왔다. 그것은 그들이 태고에 가장 먼저 문명이라는 것을 꽃피우기 시작한 선구자들이며 또한 그들의 미덕은 바로 완벽한 조화에 있기 때문에 완전성을
추구하는 이들이 신적인 존재로서 여겨졌기 때문이다. 정신적인 교감이나 정신능력을 활용할 수 있는 자연적 법칙에 몰두한 이들이 개발한 활용법이 마법이라고도 전해진다. 이러한 그들의 특성에 따라 엘프들은 고차원의
마법을 보유하고 있으며 또한 이를 활용하는데에도 일가견이 있는 것으로 알려져있다. 활과 화살은 엘프족만이 사용할 수 있는 무기이다.
제라니안마을이 바로 그들의 마을이며 처음 게임을 접속할 때 이곳의 중앙광장에서 시작한다.

### 드워프
드워프는 일반적으로 엘프와 반대되는 종족으로 여겨지며 매우 사이가 좋지 않다는 이야기가 상식으로 받아들여진다. 그것은 이들이 엘프들이 원하는 양자간의 교류에 의한 완벽한 조화보다는 자신들의 기술을 이용한 창조물을 통해
이를 구현하려고 노력하기 때문이다. 문명의 초기부터 목공예와 제철기술을 발달시킨 이들이 만들어내는 각종 도구는 이들을 혐오하는 엘프들에게조차 선호될 정도로 그 완성도가 높다.
이러한 그들의 창조물을 노리는 여러 침입자들에 의해 드워프들은 배타적이고 다른 종족에 비해 높은 경계심을 갖게 되었으며 이에 따라 이들을 호전적인 종족으로 보는 시각이 보편적이다.
드워프만이 사용할 수 있는 무기는 바로 도끼이다. 처음 게임접속시 제라니안마을의 광장에서 시작하며, 그들의 마을은 벨린마을로 지하에 위치하고 있다.